# Кольтин
Кольти́н (фр. и окс. Coltines) — коммуна во Франции, находится в регионе Овернь. Департамент — Канталь. Входит в состав кантона Сен-Флур-Нор. Округ коммуны — Сен-Флур.
Код INSEE коммуны — 15053.
Коммуна расположена приблизительно в 430 км к югу от Парижа, в 80 км южнее Клермон-Феррана, в 50 км к северо-востоку от Орийака.

## Население
Население коммуны на 2008 год составляло 433 человека.
| 1962 | 1968 | 1975 | 1982 | 1990 | 1999 | 2008 |
| ---- | ---- | ---- | ---- | ---- | ---- | ---- |
| 348  | 312  | 298  | 314  | 358  | 404  | 433  |

## Экономика

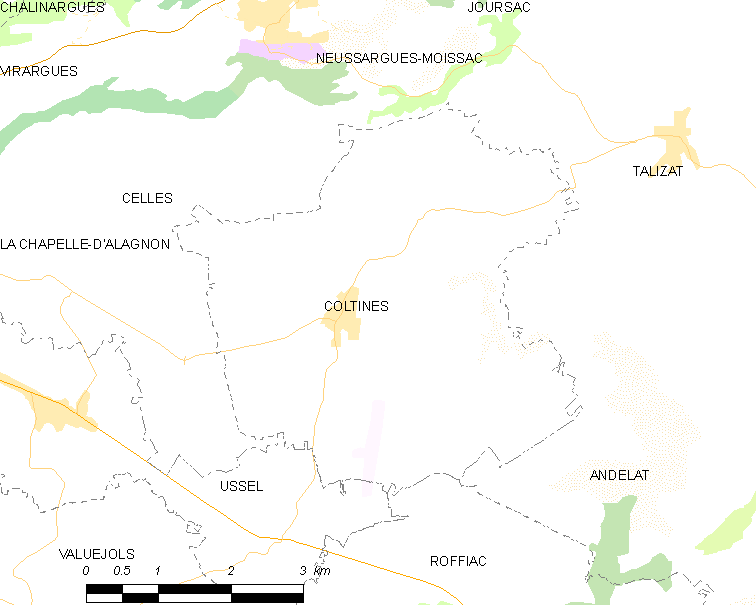
Карта коммуны

В 2007 году среди 283 человек в трудоспособном возрасте (15—64 лет) 228 были экономически активными, 55 — неактивными (показатель активности — 80,6 %, в 1999 году было 72,1 %). Из 228 активных работали 211 человек (119 мужчин и 92 женщины), безработных было 17 (6 мужчин и 11 женщин). Среди 55 неактивных 21 человек были учениками или студентами, 23 — пенсионерами, 11 были неактивными по другим причинам.

## Достопримечательности
- Церковь Сен-Венсан (XI век). Памятник истории с 1937 года[3]
- Дольмен Туль. Памятник истории с 1986 года[4]
- Дольмен Шабре (другое название — Бардон). Памятник истории с 1986 года[5]